# Konrad Paul Liessmann

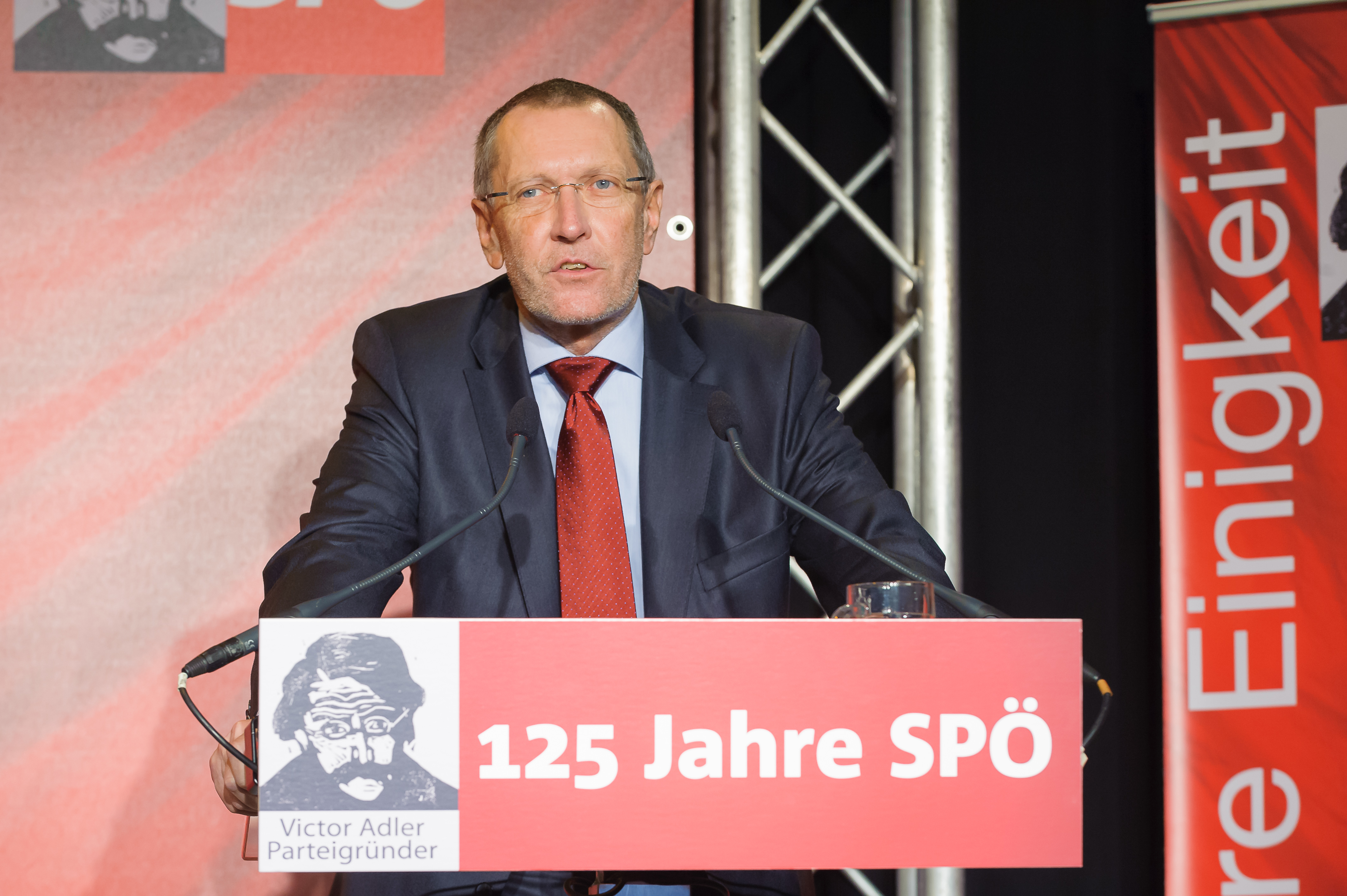
Konrad Paul Liessmann (2014)

Konrad Paul Liessmann (* 13. April 1953 in Villach) ist ein österreichischer Professor für Philosophie im Ruhestand, Essayist und Kulturpublizist. Er war Universitätsprofessor für „Methoden der Vermittlung von Philosophie und Ethik“ an der Universität Wien. Seit 2018 ist er offiziell im Ruhestand, übte seine professoralen Tätigkeiten an der Universität Wien jedoch auf sondervertraglicher Basis bis zum Jahresende 2020 aus.

## Leben
Konrad Paul Liessmann absolvierte seine Matura 1971 am Peraugymnasium in Villach und studierte dann Germanistik, Geschichte und Philosophie an der Universität Wien und schloss 1976 sein Magisterium ab, 1979 wurde er promoviert und habilitierte sich 1989. 2011 wurde er auf die Professur für Methoden der Vermittlung von Philosophie und Ethik an der Fakultät für Philosophie und Bildungswissenschaft der Universität Wien berufen. Seine Liebe zur Literatur kam durch Karl May zustande.
Seit 1996 ist er der wissenschaftliche Leiter des Philosophicum Lech und Herausgeber der gleichnamigen Buchreihe im Paul Zsolnay Verlag. Von 2002 bis 2006 war er Leiter des Friedrich-Heer-Arbeitskreises der Österreichischen Forschungsgemeinschaft und Herausgeber der Werke Friedrich Heers im Böhlau Verlag.
Von Oktober 2004 bis Oktober 2008 war Liessmann an der Universität Wien Studienprogrammleiter für Philosophie und Bildungswissenschaft. Von 2008 bis 2012 war Liessmann Vizedekan der Fakultät für Philosophie und Bildungswissenschaft. Von 2011 bis 2015 war er Vizepräsident der „Deutschen Gesellschaft für Ästhetik“. Von 2014 bis 2018 leitete er den Universitätslehrgang „Philosophische Praxis“ an der Universität Wien. 2018 ging er in den Ruhestand. Liessmann ist seit 2010 Vizepräsident der „Gesellschaft für Bildung und Wissen“, außerdem Gründungsmitglied der „Internationalen Günther Anders-Gesellschaft“, deren Obmann er von 2012 bis 2023 war.
Liessmann veröffentlichte zahlreiche wissenschaftliche und essayistische Arbeiten zu Fragen der Ästhetik, Kunst- und Kulturphilosophie, Gesellschafts- und Medientheorie sowie zur Philosophie des 19. und 20. Jahrhunderts. Zu Günther Anders hatte er in dessen letzten Lebensjahrzehnt regelmäßigen persönlichen Kontakt.
In einem Artikel, den Liessmann zum 80. Geburtstag von Günther Anders verfasste, schildert er die erste Begegnung mit Anders. Liessmann organisierte 1991 auch das erste internationale Symposion zu Günther Anders in Wien und leitet seit 2012 ein Forschungsprojekt zur Erschließung von dessen Nachlass.
Seit 2016 ist Liessmann regelmäßiger Gast der Sendereihe Sternstunde Philosophie des Schweizer Fernsehsenders SRF 1. Am 28. Juli 2016 hielt er die Eröffnungsrede der Salzburger Festspiele.

## Debattenbeiträge
Liessmann beteiligt sich immer wieder an öffentlichen Debatten. Er ist gefragter Interview-Partner im Österreichischen Rundfunk und in der gehobenen österreichischen Presselandschaft. Kontroverse Essays und Kommentare in den Feuilletons der Tageszeitungen Der Standard, Die Presse und der Wochenzeitschrift profil behandeln aktuelle Fragen und Diskurse zu gesellschaftspolitischen Themen. Nach einer jahrelang verfassten Kolumne für die Neue Zürcher Zeitung von 2016 bis 2020 war er von Oktober 2020 bis zu ihrer Einstellung als Printausgabe am 30. Juni 2023 als Kolumnist der Wiener Zeitung aktiv.

### Autoverkehr
Liessmann ist ein scharfer Kritiker der Umweltverschmutzung insbesondere durch Autoverkehr. In Der gute Mensch von Österreich, einer Sammlung von Essays aus der Zeit von 1980 bis 1995, vermutete Liessmann in dem Essay 'Das Prinzip Auschwitz', „daß zwischen dem Vergasen der Nazis und dem Gasgeben unserer Zivilisation mehr als nur ein lexikalischer oder phonetischer Zusammenhang besteht.“ Wie die SS die Juden, so vernichteten „wir durch unseren Hang zu Volkswagen und Autobahnen“, so Liessmann, „die Lebensgrundlagen von Millionen von Menschen und damit diese selbst“. Autofahren, die Fortbewegung mit „einer Maschine, die den Menschen zu ihrem sklavischen Anhängsel gemacht hat“, sei „Alltagsfaschismus“.

### Technikgläubigkeit
Noch in den 1980er Jahren, schrieb Liessmann 2001 im Tagesspiegel, habe angesichts verschiedener auf vermeintlichen technischen Errungenschaften beruhender Fehlschläge (wie die Challenger-Explosion) und Unglücksfälle (z. B. Bhopal oder Tschernobyl) eine allgemein technikskeptische Stimmung vorgeherrscht. Nun sei die „Phobie“ einer „Euphorie“ gewichen und es gelte: „Die Probleme der Technik […] sind in der Regel durch Technik lösbar.“ Dies sei, meinte Liessmann, verwunderlich, „[d]enn natürlich ist die Technik nicht plötzlich harmlos oder ungefährlich geworden, aber sie hat ihre Gestalt verändert. Sie ist, so banal das klingen mag, vor allem kleiner und damit unscheinbarer geworden.“ Schon das Auto verdeutliche diesen Effekt: Während viele Menschen Angst vor Flugreisen hätten, vertrauten sich dieselben bedenkenlos dem nachweislich gefährlicheren Straßenverkehr an. Beim Autofahren liege eine Art Verschmelzung von technischem Gerät und Mensch (der Ersteres oft selbst steuert) vor, dasselbe zeige sich noch einmal bei den Mobiltelefonen, die „fast als Körperteil empfunden“ würden. Liessmanns Fazit lautete, dass Technologien zunehmend unsere Verhaltensweisen bestimmten und dabei eine „Illusion der Freiheit“ erzeugten, aber de facto Unterwerfung bedeuteten.

### Bildung
Seine Kritik am aktuellen Bildungssystem durch die Kapitalisierung des Geistes veröffentlichte Liessmann vor allem in Theorie der Unbildung: Die Irrtümer der Wissensgesellschaft und in der Streitschrift Geisterstunde: Die Praxis der Unbildung. In Geisterstunde argumentiert Liessmann gegen die PISA-Studie und kritisiert das gegenwärtige, öffentlichkeitswirksame Phänomen der „Bildungsexperten“, zu denen er etwa Bernd Schilcher, Andreas Salcher, Richard David Precht und Gerald Hüther zählt. Ihre Reformvorschläge würden die Fehler des existierenden Bildungssystems weiter verstärken. Ferner liege ihre Bedeutung weniger in der Qualität ihrer Expertise als in der medialen Aufmerksamkeit, die sie genießen. Außerdem kritisiert er die von Unterrichtsministerin Claudia Schmied vorangetriebene „Kompetenzorientierung“ des Unterrichts anstelle der Orientierung an reinen Inhalten und sieht infolgedessen eine „Transformation höherer Schulen in sozialpädagogische Anstalten, deren Träger permanent sich selbst beobachtende, fachlich minderqualifizierte Begleiter und Betreuer sein werden“, bereits vorgezeichnet. In der modernen Pädagogik und der neuen Campus-Kultur mit ihren Mikroaggressionen und Trigger-Warnings gelte Faktenwissen nicht mehr viel, die Gefühle und Befindlichkeiten der Betroffenen jedoch zählten alles.

### Populismus
Populisten würden sich nach Liessmann im ganzen politischen Spektrum finden. Er lehnt es ab, den Vorwurf der Vereinfachungen komplexer Sachverhalte den Populisten allein zuzuschreiben, vielmehr würden das alle Parteien betreiben. Politische Botschaften würden generell Vereinfachungen darstellen. Der moderne Typus des Protestwählers wähle keine politische Präferenz, sondern drücke sein Unbehagen gegenüber einer etablierten Politik aus, von der er sich nicht mehr ernst genommen fühle. In Bezug auf den US-Präsidentschaftskandidaten Donald Trump oder den FPÖ-Kandidaten für das Bundespräsidentenamt Norbert Hofer meinte Liessmann, man könne völlig unterschiedliche Phänomene nicht unter dem inflationär gebrauchten Begriff „Rechtspopulismus“ versammeln. Der Terminus wäre dann ein Verlegenheitsbegriff, der all das bezeichnete, was einem aus unterschiedlichen Gründen nicht passe, und dann keinerlei analytische Kraft mehr hätte. Barbaren, so Liessmann, finde man nicht am rechten Rand, sondern an den „Schaltstellen von Kunst und Wissenschaft“, in Qualitätsmedien und Universitäten.

### Sprachpolitik
Zum Thema Geschlechtergerechte Sprache forderte Liessmann gemeinsam mit anderen eine „Rückkehr zur sprachlichen Normalität“. Derzeit zwinge ein „minimaler Prozentsatz kämpferischer Sprachfeministinnen der nahezu 90-prozentigen Mehrheit ihren Willen auf“. Liessmann fordert, auf „Unsitten des Genderns“, vom Binnen-I bis zu Schräg- und Unterstrichen zu verzichten. Binnen-I und Co führe zu einer verquälten und unlesbaren Sprache ohne Stilbewusstsein. Das Gendern erreiche im akademischen Milieu fragwürdige Ausmaße.
Liessmann ist ein Kritiker der Leichten Sprache, die sich durch einen Katalog von Verboten charakterisiere. Leichte Sprache sei ein reines Kunstprodukt und der Versuch einer radikalen Reduktion, Verflachung und Vereinfachung. „Leichte Sprache ist seichte Sprache.“ Auch Anglizismen sieht Liessmann kritisch.

### Sozialdemokratie
Im Zuge von Mitgliederbefragung, Sonderparteitag und Wahl zum SPÖ-Parteivorsitz 2023 publizierte Liessmann eine Art Bekenntnis-Glosse für einen differenzierter verstandenen Marxismus, in der er dann auch den 2015 verstorbenen Schöpfer der Inkompetenzkompensationskompetenz (oder ihres Namens) gegen die Geschichtsphilosophen bemühte.

## Audio
- Gibt es kontaminierte Kunst? „Verbannen ist das Gegenteil eines Dialogs“, Konrad Paul Liessmann im Gespräch mit Anja Reinhardt, Deutschlandfunk 7. Juli 2019, Audio-Version

## Ausgewählte Publikationen

### Buchveröffentlichungen
- Ästhetik der Verführung. Kierkegaards Konstruktion der Erotik aus dem Geiste der Kunst (= Anton Hain. Band 21). Hain, Frankfurt am Main 1991, ISBN 3-445-06021-5; Erweiterte Neuausgabe: Sonderzahl, Wien 2005, ISBN 978-3-85449-241-2.
- Ohne Mitleid. Zum Begriff der Distanz als ästhetische Kategorie mit ständiger Rücksicht auf Theodor W. Adorno. Passagen, Wien 1991.
- Karl Marx *1818 +1989. Man stirbt nur zweimal. Sonderzahl, Wien 1992 (2. Auflage 1993).
- Kierkegaard – Zur Einführung. Junius, Hamburg 1993 (2. Auflage 1999; 3. Auflage 2003; 4. Auflage 2010; chinesische Übersetzung 2010).
- Der Aufgang des Abendlandes. Eine Rekonstruktion Europas. Sonderzahl, Wien 1994.
- Der gute Mensch von Österreich. Essays 1980–1995. Sonderzahl, Wien 1995 (2. Auflage 1996).
- Philosophie der modernen Kunst. WUV-Universitätsverlag, Wien 1993 (2. erweiterte Auflage 1994, 3. Aufl. 1998, UTB-Ausgabe 1999, 2. Aufl. der UTB-Ausgabe 2000, tschechische Übersetzung 2000; spanische Übersetzung 2006; russische Übersetzung 2010).
- Vom Nutzen und Nachteil des Denkens für das Leben (= Vorlesungen zur Einführung in die Philosophie, Band 1.) WUV-Universitätsverlag, Wien 1997, ISBN 3-85114-345-0 (2. Auflage 1998, niederländische Übersetzung 1999).
- Die großen Philosophen und ihre Probleme. Vorlesungen zur Einführung in die Philosophie 2. WUV-Universitätsverlag, Wien 1998 (2. Auflage 1999, niederländische Übersetzung 2000, UTB-Ausgabe 2001, 2. und 3. Auflage der UTB-Ausgabe 2003).
- Philosophie des verbotenen Wissens. Friedrich Nietzsche und die schwarzen Seiten des Denkens. Zsolnay, Wien 2000 (2. Auflage 2000, 3. Auflage 2002).
- Günther Anders. Philosophie im Zeitalter der technologischen Revolutionen. C. H. Beck, München 2002. ISBN 978-3-406-48720-0
- Kitsch! oder warum der schlechte Geschmack der eigentlich gute ist. Brandstätter, Wien 2002.
- Reiz und Rührung. Über ästhetische Empfindungen. WUV-Universitätsverlag, Wien 2003; UTB Ausgabe 2008
- Spähtrupp im Niemandsland. Kulturphilosophische Diagnosen. Zsolnay, Wien 2004, ISBN 978-3-552-05303-8.
- Die Insel der Seligen. Österreichische Erinnerungen. Studienverlag, Innsbruck-Wien-Bozen 2005.
- Der Wille zum Schein. Über Wahrheit und Lüge. Zsolnay, Wien 2005, ISBN 978-3-552-05339-7.
- Theorie der Unbildung. Die Irrtümer der Wissensgesellschaft. Zsolnay, Wien 2006, ISBN 978-3-552-05382-3 (2.–6. Aufl. 2006, 7.–15. Aufl. 2007, 17. Aufl. 2008; Taschenbuchausgabe (Piper) 2008; Tschechische und Kroatische Übersetzungen 2008, mazedonische Übersetzung 2012).
- Zukunft kommt! Über säkularisierte Heilserwartungen und ihre Enttäuschung. Bibliothek der Unruhe und des Bewahrens im Styria-Verlag, Graz 2007.
- Schönheit. UTB facultas.wuv Wien 2009.
- Hodnota Clovéka. Filosoficko-politicke Eseje. Nadace Dagmar a Václava Havlovich VIZE 97. Praha 2010.
- Das Universum der Dinge. Zur Ästhetik des Alltäglichen. Zsolnay, Wien 2010. (Tschechische und slowenische Übersetzung 2012, bulgarische Übersetzung 2014).
- Bildung ist ein Lebensprojekt. Martin Kolozs im Gespräch mit Konrad Paul Liessmann. Studienverlag, Innsbruck-Wien-Bozen 2011.
- Lob der Grenze. Kritik der politischen Unterscheidungskraft. Zsolnay, Wien 2012, ISBN 978-3-552-05583-4.
- Ein optimistischer Blick auf den Pessimismus. Wieser, Klagenfurt 2013 (gem. mit Bazon Brock).
- Philosophie der modernen Kunst. Erweiterte Neuausgabe, Wien: facultas.wuv 2013.
- Grenzen (in) der Kunst. (gemeinsam mit Thomas Daniel Schlee) Wieser, Klagenfurt 2014, ISBN 978-3-99029-122-1.
- Geisterstunde. Die Praxis der Unbildung. Eine Streitschrift. Zsolnay, Wien 2014, ISBN 978-3-552-05700-5.
- Totgesagte leben länger. Karl Marx und der Kapitalismus im 21. Jahrhundert. Hanser, München 2015 (hanserbox E-Book).
- Vom Kopf zur Hand, … und dazwischen eine ganze Welt. Wieser, Klagenfurt 2015 (Gemeinsam mit Wolfgang Ullrich, Peter Strasser und Eduard Kaeser).
- (mit Michael Köhlmeier) Wer hat dir gesagt, dass du nackt bist, Adam? Mythologisch-philosophische Verführungen, Hanser, München 2016, ISBN 978-3-446-25288-2.
- Bildung als Provokation, Zsolnay, Wien 2017, ISBN 978-3-552-05824-8
- (mit Nicolas Mahler) Die kleine Unbildung. Liessmann für Analphabeten. Zsolnay, Wien 2018, ISBN 978-3-552-05912-2.
- (mit Michael Köhlmeier) Der werfe den ersten Stein: mythologisch-philosophische Verdammungen Hanser, München 2019, ISBN 978-3-446-26402-1.
- Alle Lust will Ewigkeit: Mitternächtliche Versuchungen, Paul-Zsolnay-Verlag, Wien 2021, ISBN 978-3-552-07207-7.
- Lauter Lügen, Paul-Zsolnay-Verlag, Wien 2023, ISBN 978-3-552-07342-5.
- Der Plattenspieler, Illustrationen von Hanna Zeckau, Residenz-Verlag, Salzburg 2025, ISBN 978-3-7017-3632-4.

### Hörfunkreihe
- Denken und Leben. Annäherungen an die Philosophie in biographischen Skizzen. 5-teilige ORF-CD-Edition, Wien 1999
- Denken und Leben II. Annäherungen an die Philosophie in biographischen Skizzen. 4-teilige ORF-CD-Edition, Wien 2000
- Denken und Leben III. Annäherungen an die Philosophie des 20. Jahrhunderts in biographischen Skizzen. 5-teilige ORF-CD-Edition, Wien 2001
- Denken und Leben IV. Annäherungen an die Philosophie in biographischen Skizzen. Rebellen und Exzentriker. 4-teilige ORF-CD-Edition, Wien 2007
- Erzählen und Denken. Michael Köhlmeier und Konrad Paul Liessmann im Dialog über Staat, Schönheit und Geld. 3-teilige ORF-CD-Edition, Wien 2011

### Herausgeberschaften
- Das Millennium. Essays zu tausend Jahren Österreich. Wien: Sonderzahl, 1996 (gem. mit Gernot Heiß)
- Faszination des Bösen. Über die Abgründe des Menschlichen. Wien München: Zsolnay, 1998 (=Philosophicum Lech 1)
- Im Rausch der Sinne. Kunst zwischen Animation und Askese. Wien München: Zsolnay, 1999 (=Philosophicum Lech 2)
- Perspektive Europa. Modelle für das 21. Jahrhundert. Wien: Sonderzahl, 1999 (gem. mit Gerhard Weinberger)
- Die Furie des Verschwindens. Über das Schicksal des Alten im Zeitalter des Neuen. Wien: Zsolnay, 2000 (=Philosophicum Lech 3)
- Der Vater aller Dinge. Nachdenken über den Krieg. Wien: Zsolnay, 2001 (=Philosophicum Lech 4)
- Der listige Gott. Über die Zukunft des Eros. Wien: Zsolnay, 2002 (=Philosophicum Lech 5)
- Die Kanäle der Macht. Freiheit und Herrschaft im Medienzeitalter. Wien: Zsolnay, 2003 (=Philosophicum Lech 6)
- Ruhm, Tod und Unsterblichkeit. Über den Umgang mit der Endlichkeit. Wien: Zsolnay 2004 (=Philosophicum Lech 7)
- Die Dichter und das Denken. Wechselspiele zwischen Literatur und Philosophie. Wien: Zsolnay 2004 (gem. mit Klaus Kastberger)
- Der Wille zum Schein. Über Wahrheit und Lüge. Wien: Zsolnay 2005 (=Philosophicum Lech 8)
- Der Wert des Menschen. An den Grenzen des Humanen. Wien: Zsolnay 2006 (=Philosophicum Lech 9)
- Die Freiheit des Denkens. Wien: Zsolnay 2007 (=Philosophicum Lech 10)
- Die Gretchenfrage. „Nun sag', wie hast du’s mit der Religion“. Wien: Zsolnay 2008 (=Philosophicum Lech 11)
- Geld. Was die Welt im Innersten zusammenhält? Wien: Zsolnay 2009 (=Philosophicum Lech 12)
- Kritik & Utopie. Positionen & Perspektiven. Gem. hg. mit Hubert Chr. Ehalt und Wilhelm Hopf. Münster: Lit 2009
- Grundbegriffe der europäischen Geistesgeschichte. Wahrheit, Gerechtigkeit, Freiheit, Eros, Schönheit, Glück, Arbeit, Macht, Krieg, Tod. 10 Bände. Wien: Facultas WUV UTB 2009
- Vom Zauber des Schönen. Reiz, Begehren und Zerstörung. Wien: Zsolnay 2010 (=Philosophicum Lech 13)
- Der Staat. Wieviel Herrschaft braucht der Mensch. Wien: Zsolnay 2011 (Philosophicum Lech 14)
- Die Jagd nach dem Glück. Bedingungen und Grenzen guten Lebens. Wien: Zsolnay 2012 (=Philosophicum Lech 15)
- Tiere. Der Mensch und seine Natur. Wien: Zsolnay 2013 (=Philosophicum Lech 16)
- Sackgassen der Bildungsreform. Ökonomisches Kalkül – Politische Zwecke – Pädagogischer Sinn. Wien: facultas.wuv 2013 (gem. mit Katharina Lacina)
- Ich. Der Einzelne in seinen Netzen. Wien: Zsolnay 2014 (=Philosophicum Lech 17)
- Es gibt Kunstwerke – Wie sind sie möglich? München: Fink 2014. (gem. mit Violetta L. Waibel)
- Schuld und Sühne. Nach dem Ende der Verantwortung. Wien: Zsolnay 2015 (=Philosophicum Lech 18)
- Neue Menschen! Bilden, optimieren, perfektionieren. Wien: Zsolnay 2016 (=Philosophicum Lech 19)
- Über Gott und die Welt. Philosophieren in unruhiger Zeit. Wien: Zsolnay 2017 (=Philosophicum Lech 20)
- Mut zur Faulheit. Die Arbeit und ihr Schicksal. Wien: Zsolnay 2018 (=Philosophicum Lech 21)

## Ehrungen und Auszeichnungen
- 1991: Förderungspreis der Stadt Wien
- 1996: Österreichischer Staatspreis für Kulturpublizistik
- 1998: Kulturpreis der Stadt Villach
- 2003: Ehrenpreis des österreichischen Buchhandels für Toleranz in Denken und Handeln
- 2006: Österreichischer „Wissenschaftler des Jahres“ 2006
- 2010: Donauland Sachbuchpreis Danubius[28]
- 2010: VIZE 97 der Dagmar und Vaclav Havel Foundation Prag[29]
- 2014: Preis der Stadt Wien für Geisteswissenschaften
- 2015: Deutscher Schulbuchpreis
- 2016: Paul Watzlawick-Ehrenring der Wiener Ärztekammer[30]
- 2022: Montfortorden in Gold des Landes Vorarlberg[31]
- 2023: Österreichisches Ehrenkreuz für Wissenschaft und Kunst I. Klasse[32]
- 2024:[33] Paracelsusring[34][35]
- 2024: Wilhelm-Hartel-Preis[36]

Zu seinem 60. Geburtstag wurde 2013 für Liessmann eine Festschrift verfasst, die sich auf Liessmanns berufliche Tätigkeit bezieht. Darin finden sich u. a. Beträge von Robert Pfaller, Martin Seel, Klaus Albrecht Schröder, Lambert Wiesing, Volker Gerhard, Andreas Gruschka, Franz Schuh und Barbara Schneider-Taylor.

## Presseartikel
- ORF-Science „Philosoph Liessmann Wissenschaftler des Jahres“
- „Ein Philosoph ist Wissenschafter des Jahres“ derstandard.at